# Anatomia do Crime
Anatomia do Crime é uma série documental brasileira que estreou em 2017 pelo canal Investigação Discovery e que posteriormente tece seus direitos de exibição adquiridos pela Netflix, canal Prime Box Brasil e Looke. Em 1 de setembro de 2019 a série foi lançada na sessão O Crime Não Compensa, do SBT.

## Episódios
Primeira temporada
- 01: Caso Liana Friedenbach e Felipe Caffé
- 02: Caso do Atirador do Shopping
- 03: Caso Eugênio Chipkevitch
- 04: Caso do Maníaco da Cantareira
- 05: Caso Aparício Basílio
- 06: Caso João Hélio
- 07: Caso Gil Rugai
- 08: Caso do serial killer de Itaquaquecetuba
- 09: Caso Bianca Consoli
- 10: Caso Magda Roncati

Segunda temporada
- 01: Irmãos Asfixiados
- 02: Crime de Bragança Paulista
- 03: Debora Regina Leme dos Santos
- 04: Caso Estagiária
- 05: Cynthia Moutinho
- 06: Natalina Moralo
- 07: Caso Eloá
- 08: Mônica El Khouri
- 09: Caso Irmãs Yoshifusa
- 10: Victor Deppman

Terceira temporada
- 01: Isabella Nardoni
- 02: Glauco Villas Boas
- 03: Avó e Neto
- 04: Caso Ives Ota
- 05: Crime da Oscar Freire
- 06: Farah Jorge Farah
- 07: Maníaco do Parque
- 08: Mércia Nakashima
- 09: Médico Dárcio
- 10: Maníaco de Ribeirão Pires